# Accarisi

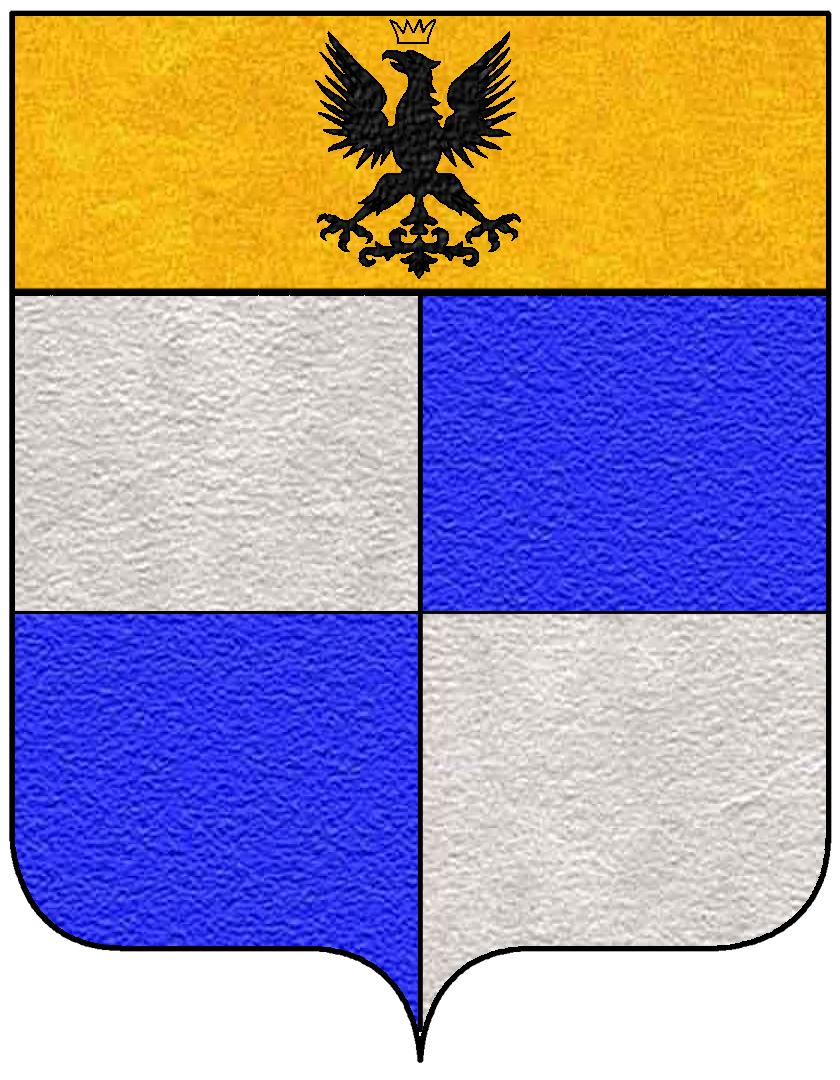
Stemma degli Accarisi.

Gli Accarisi furono una famiglia di Faenza del tredicesimo secolo, di parte ghibellina, che lottò contro i guelfi Manfredi per il predominio del comune. Si trovarono perciò spesso alleati coi forlivesi, città ghibellina, ed in particolare con gli Ordelaffi.
Presero il controllo di Faenza nel 1238, ma lo persero nel 1249. Nel 1276 o 1279 le due famiglie deposero le armi e, insieme, presero a combattere contro i baroni di Sassatello. 